# Uroplatus
Uroplatus és un gènere de sauròpsids (rèptils) escatosos de la família dels gecònids
que engloba a una sèrie d'espècies endèmiques de Madagascar.

## Taxonomia
- Uroplatus alluaudi
- Uroplatus ebenaui
- Uroplatus fimbriatus
- Uroplatus guentheri
- Uroplatus henkeli
- Uroplatus lineatus
- Uroplatus malahelo
- Uroplatus malama
- Uroplatus phantasticus
- Uroplatus sikorae (sikorae/sameiti)
- Uroplatus pietschmanni
- Uroplatus giganteus